# Jacek Łukasiewicz

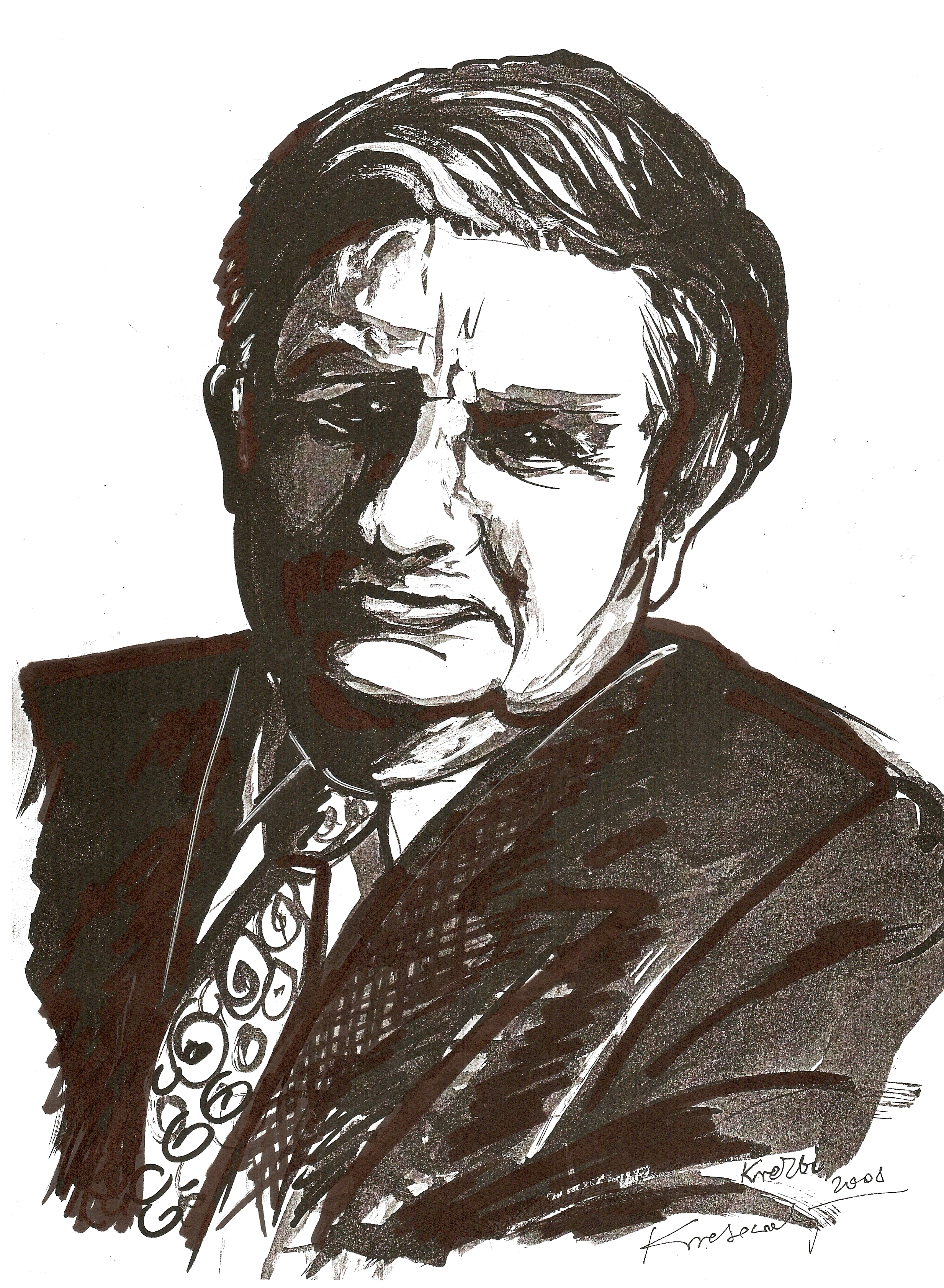
Jacek Łukasiewicz, Porträt von Zbigniew Kresowaty

Jacek Łukasiewicz (eigentlich Jacek Petelenz-Łukasiewicz; * 21. Juni 1934 in Lwów; † 7. März 2021 in Breslau) war ein polnischer Lyriker und Literaturkritiker.

## Leben
Während der deutschen Besetzung Polens wohnte er im Dorf Sulistrowa bei Krosno. Nach dem Zweiten Weltkrieg 1945 zog er mit seiner Familie nach Leszno und beendete dort das Gymnasium. Er nahm 1951 ein Studium der Polonistik an der Universität Breslau auf und erwarb 1955 dort den Magister. Während seines Studiums debütierte als Lyriker mit Wiersze und als Literaturkritiker mit dem Artikel Artykuł czy paszkwil, die beide 1952 in der Beilage W młodych oczach der Zeitung Słowo Powszechne erschienen. Neben seinem Studium arbeitete er von 1953 bis 1956 als Redakteur für die Zeitung Wrocławski Tygodnik Katolicki. In den 1960er und 1970er Jahren arbeitete für die Breslauer Filiale des Polnischen Schriftstellerbundes. An der Universität Breslau begann er 1971 wissenschaftlich zu arbeiten und promovierte 1972 mit der Arbeit Niektróre motywy tradycji literackiej w liryce współczesnej (pejzaż, ciało, symbole przymiera). Nach seiner Promotion wurde er als wissenschaftlicher Mitarbeiter angestellt. Daneben war er von 1971 bis 1976 Redakteur für die Monatszeitschrift Odra. Er habilitierte 1980 mit der Arbeit Mieczysław Jastruna spotkania w czasie und wurde 1982 als Dozent angestellt. 
Als Professor wurde er 1991 an die Universität Breslau berufen und emeritierte 2004. Er war von 2008 bis 2014 Vorsitzender des Breslauer Lyrikpreises Silesius.
Er wohnte in Breslau.

## Publikationen

### Lyrik
- Moje i twoje, 1959
- Obraz siedzącej, 1963
- Zabawy zimowe, 1968
- Dolina, 1972
- Podróże, 1976
- Album, 1983
- Światło mijania, 1986
- Cztery poematy, 1988
- Mali mistrzowie, 1993
- Czas nie dopełniony, 1998
- Deszczyk i inne wiersze, 2005

### Essays
- Szmaciarze i bohaterowie, 1963
- Zagłoba w piekle, 1964
- Laur i ciało, 1971
- Razem, 1974, zusammen mit Czesław Sobkowiak und Janusz Styczeń
- Republika mieszańców, 1974
- Kozioł, 1981
- Mieczysław Jastruna spotkania w czasie, 1982
- Harasymowicz, 1983
- Oko poematu, 1991
- Wiersze w gazetach 1945–1949, 1992
- Rytm, czyli powinność. Szkice o książkach i ludziach po roku 1980, 1993
- Poezja Zbigniewa Herberta, 1995
- Mickiewicz, 1996
- Herbert, 2001
- Grochowiak i obrazy, 2002
- Ruchome cele, 2003
- Wiersze Adama Mickiewicza, 2003
- Jeden dzień w socrealizmie i inne szkice, 2006
- TR, 2012

## Auszeichnungen
- 1972: Silbernes Verdienstkreuz der Republik Polen
- 1997: Kazimierz-Wyka-Preis
- 2013: Einzelpreis des Literaturpreises Gdynia für TR